# Iura novit curia

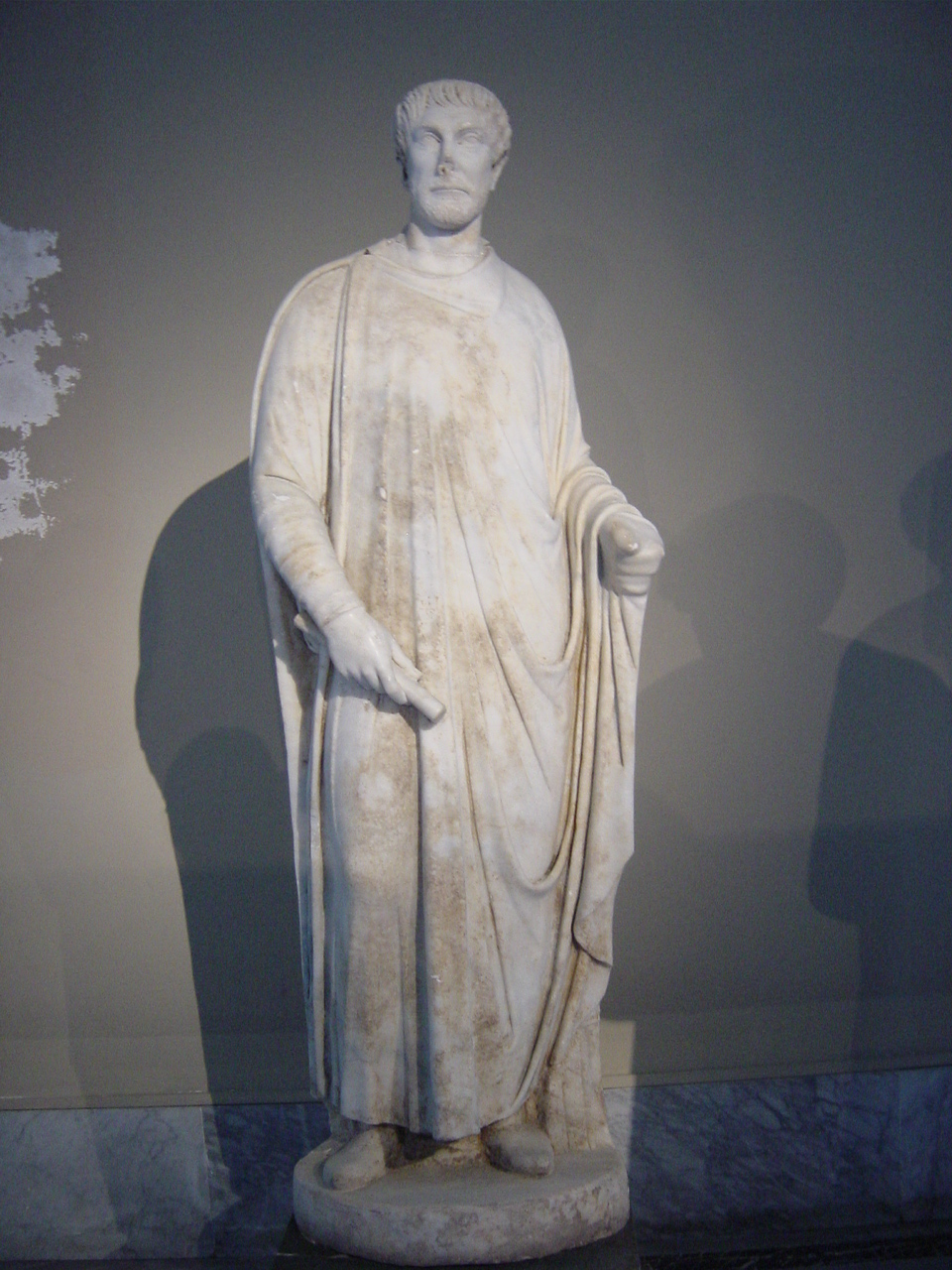
Estatua de un juez romano hacia 425-450

Iura novit curia es un aforismo latino, que significa literalmente "el juez conoce el derecho", utilizado en derecho para referirse al principio de derecho procesal según el cual el juez conoce el derecho aplicable y, por tanto, no es necesario que las partes prueben en un litigio lo que dicen las normas.
El principio sirve para que las partes se limiten a probar los hechos, y no los fundamentos de derecho aplicables. El juez debe someterse a lo probado en cuanto a los hechos, pero puede ampararse en ese principio para aplicar un derecho distinto del invocado por las partes a la hora de argumentar la causa.
El principio fue desconocido en el derecho romano, en el cual las partes debían citar al juez las ius o legem o normas en las que basaban su derecho, aunque atemperada por el aforismo latino da mihi factum, dabo tibi ius.
En el derecho medieval, la costumbre como fuente del derecho implica la natural imposibilidad de recurrir a tal principio: la repetición de comportamientos percibidos como vinculantes debe ser demostrada para que tenga fuerza de ley.
A partir de 1495, cuando Alemania estableció la Reichskammergericht o Cámara de la Corte Imperial, el ius commune se colocó en primer lugar entre las normas de derecho sustantivo, mientras que los antiguos derechos locales (y consuetudinarios) aún debían ser probados.